# Porto de Pesca de Lagos
O Porto de Pesca de Lagos é uma infra-estrutura portuária, que serve o município de Lagos, no Distrito de Faro, em Portugal.
Supervisionando também a Marina e outras infraestruturas, a Capitania do Porto de Lagos tem como área de jurisdição, na costa, desde a foz da ribeira de Seixe até à margem oeste do rio Alvor, e, nos rios, o rio Aljezur até 3 km da foz e a ribeira de Bensafrim até à ponte.

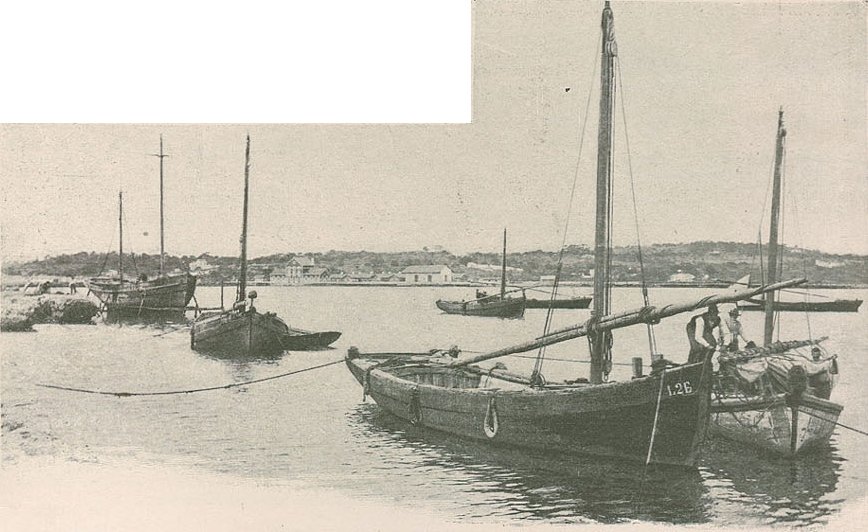
Ribeira de Bensafrim, na década de 1910. Nesta altura, a maior parte das instalações portuárias de Lagos situavam-se na margem ocidental do Rio Molião, junto ao casario, enquanto que a margem oposta ainda estava quase totalmente desurbanizada.

## História
Os primeiros planos para a construção de uma nova estrutura portuária na cidade surgiram pelo menos desde os princípios da década de 1930, quando a Junta Autónoma do Porto de Lagos tinha programada a construção de um aterro entre a Praça da Alfândega e o Forte da Ponta da Bandeira, de forma a facilitar os acessos à Praia da Solaria e à zona da Ribeira, obra que iria ser feita em conjunto com a ampliação do molhe cais e do correspondente quebra-mar. Este investimento iria não só melhorar as condições portuárias da cidade, como iria atenuar a falta de emprego que então se fazia sentir.
Em 30 de Janeiro de 1979, o jornal Diário de Lisboa noticiou que a construção do Porto de Lagos estava a ser atrasada devido a problemas políticos, tendo os elementos do Partido Socialista na Assembleia Municipal vetado uma proposta, elaborada pelo secretariado local daquele partido e pela coordenadora municipal da Aliança Povo Unido, para formar um grupo de trabalho para estudar os problemas com as obras do porto. Em Fevereiro de 1980, o jornal 25 de Abril reportou que o porto de Lagos estava a ser alvo de obras, no âmbito de um programa estatal para o desenvolvimento das estruturas portuárias na região. No caso de Lagos, a principal intervenção foi uma doca de pesca, com uma área superior a 80 mil metros quadrados. O Porto de Pesca de Lagos foi construído em 1985, enquanto que a lota entrou em funcionamento em Junho de 1987.
Em 8 de Julho de 2019, o governo emitiu uma nota de imprensa, onde informou que iria iniciar a dragagem do Porto de Lagos, investimento que iria custar cerca de 413 mil Euros. Esta intervenção foi feita no âmbito de um plano do governo para a dragagem de vários portos em território nacional, que também iria abranger os de Peniche, Vila do Conde e Póvoa de Varzim.
Em Março de 2020, durante uma reunião da Câmara Municipal de Lagos, foi aprovada uma moção de protesto contra o mau estado de conservação dos equipamentos e infraestruturas no Porto de Pesca de Lagos. Esta moção, dirigida à entidade gestora do porto, a Docapesca, Portos e Lotas, S.A., destacou a necessidade de fazer obras de conservação no pontão, onde eram amarrados os barcos, na zona destinada às arrecadações, e nas instalações sanitárias. Desta forma, iriam ser melhoradas as condições de trabalho e de segurança nos pescadores, numa fase em que se estava a dar uma maior importância à indústria pesqueira como motor da economia nacional. Em Maio desse ano, a Docapesca concluiu uma intervenção para melhorar a eficiência energética das instalações do Porto de Pesca, financiada pelo programa operacional Mar 2020, que incluiu a subtituição do posto de transformação e de vários equipamentos de iluminação. Em Setembro, a empresa adjudicou, pelo valor de 215 mil Euros, a construção de um parque de apoio para os armadores do porto de pesca, no sentido de «responder às necessidades inerentes às operações de recolha, reparação e acondicionamento de redes e apetrechos de pesca dos armadores e acondicionamento e armazenamento de isco.». Esta estrutura iria ser instalada «num terreno no interior do porto de pesca de Lagos, com 2.753 metros quadrados, delimitado a sul pela água (porto), a oeste pelo acesso ao edifício da lota, a norte e a este por estrada de acesso aos ancoradouros», e seria organizada «por zonas, com espaços cobertos, de construção aligeirada, com condições de salubridade e conforto, no sentido melhorar as condições de trabalho e segurança da comunidade piscatória local». Em Novembro desse ano, já se tinham iniciado as obras para o parque de apoio.